# Kapišovka
Kapišovka je potok v severovýchodní části Slovenska, protéká územím okresu Svidník. Jde o pravostranný přítok Ladomirky a měří 13,8 km. Mezi obcemi Nižná Pisaná a Kapišová protéká tzv. Údolím smrti, kde jsou rozmístěny exponáty Přírodního muzea karpatsko-dukelské operace ze 2. světové války. Na dolním toku výrazně meandruje.
Pramen: v Laborecké vrchovině na jižním svahu vrchu Nástavok (752,4 m n. m.) v nadmořské výšce okolo 670 m n. m., nedaleko slovensko-polské státní hranice
Směr toku: převážně severojižní, přičemž na horním toku vytváří výrazný oblouk směrem k východu (u obce Vyšná Pisaná)
Geomorfologické celky:
1. Laborecká vrchovina
2. Ondavská vrchovina

Přítoky: zprava z oblasti Pisanského lesa, Žabí potok, Levkovec (302,2 m n. m.), Svidničanka, zleva od Skalného (714,9 m n. m.), Dobroslavský potok a přítok od Krivíku (441,8 m n. m.)
Ústí: do Ladomirky severovýchodně od Svidníku v nadmořské výšce 237,6 m n. m.
Obce: Vyšná Pisaná, Nižná Pisaná a Kapišová